# Жаркевичи
Жаркевичи — упразднённый хутор в Абинском районе Краснодарского края России. На момент упразднения входил в состав Федоровского станичного округа. В 1999 году хутор включен в состав хутора Косовичи и исключен из учётных данных.

## География
Располагалась на левом берегу реки Кубань, в 1,5 км (по прямой) к юго-востоку от окраины хутора Косовичи.

## История
В 1926 году хутор Жаркевичи состояло из 106 хозяйств. В административном отношении входил в состав Фёдоровского сельсовета Славянского района Кубанского округа Северо-Кавказского края.
Постановлением заксобрания Краснодарского края от 23 июня 1999 года № 169-П хутор включен в состав хутора Косовичи и исключен из учётных данных.

## Население
По переписи 1926 г. на хуторе проживало 587 человек (286 мужчин и 301 женщина), основное население — украинцы.